# Акшкол (Западно-Казахстанская область)
Акшкол (каз. Ақшкол) — село в Акжаикском районе Западно-Казахстанской области Казахстана. Входит в состав Есенсайского сельского округа.

## Население
В 1999 году население села составляло 141 человек (68 мужчин и 73 женщины). По данным переписи 2009 года, в селе проживало 26 человек (12 мужчин и 14 женщин).